# جامعة كلايتون الحكومية
جامعة كلايتون الحكومية [[إنج|Clayton State University]] (بالإنجليزية: Clayton State University)‏ هي جامعة عامة في مورو، جورجيا، تخدم منطقة مترو أتلانتا. يشمل الحرم الرئيسي 192 أكر (0.78 كـم2) من الأراضي المشجرة، ويضم خمس بحيرات وأجواء تشبه الحديقة. يقع الحرم الجامعي الرئيسي في الجزء الشمالي الأوسط من مقاطعة كلايتون في الضاحية الجنوبية لمترو أتلانتا، وذلك على بعد 15 دقيقة بالسيارة من مطارهارتسفيلد جاكسون أتلانتا الدولي وحوالي 20 دقيقة من وسط مدينة أتلانتا. تحتفظ جامعة كلايتون الحكومية بموقع تعليمي مستقل في مقاطعة فاييت في مدينة بيتشتري، وتقدم تعليمات إضافية في مواقع في جونزبورو في مقاطعة كلايتون وماكدونو في مقاطعة هنري.
في عام 2014م التحق بالجامعة 7,145 طالبًا، يخدمهم 208 أعضاء هيئة التدريس بدوام كامل و356 موظفًا بدوام كامل.
عند افتتاح قاعة سبيفي في عام 1991م بدأت الجامعة بتقديم موسيقى الجاز والموسيقى الكلاسيكية وغيرها من وسائل الترفيه الموسيقية. وقد تطورت منذ ذلك الحين إلى واحدة من أفضل أماكن العرض موسيقى الحجرة في منطقة أتلانتا الحضرية، وتقدم أكثر من 400 عرض سنويًا. هذه العروض تذاع في كثير من الأحيان على راديو جورجيا.
تُعد برامج الجامعة لكرة السلة وكرة القدم وبرامج التنس والجولف والمضمار والميدان جزءًا من (نسا) الشعبة الثانية وهي الرابطة الوطنية لألعاب القوى، والتي تتنافس في مؤتمر حزام الخوخ. في عام 2011م فاز فريق كرة السلة للسيدات في الجامعة بالبطولة الوطنية للقسم الثاني لبطولة أمريكا الشمالية لكرة القدم. في عام 2015م أقرت مؤسسة كارنيجي للنهوض بالتعليم بتواصل جامعة كلايتون الحكومية مع مجتمعات مترو أتلانتا والشركات والمؤسسات غير الربحية.

## التاريخ
تأسس المعهد في عام 1969م، وكان يعرف في الأصل باسم كلية كلايتون جونيور. عندما أصبحت المدرسة معهدا يدرس لمدة أربع سنوات في عام 1986م، أخذ المعهد اسم كلية ولاية كلايتون. في عام 1996م، أعاد مجلس إدارة جورجيا تسمية العديد من مؤسسات التعليم العالي، حيث أصبحت بمسسى كلية ولاية كلايتون كلية كلايتون وجامعة الولاية. في عام 2005م، تغير الاسم إلى جامعة كلايتون الحكومية للاعتراف ببرامجها الجامعية والدراسات العليا والمهنية سريعة النمو. جامعة كلايتون الحكومية معتمدة من قبل الرابطة الجنوبية للكليات والمدارس في الكليات لمنح شهادات الزمالة والبكالوريا والماجستير.

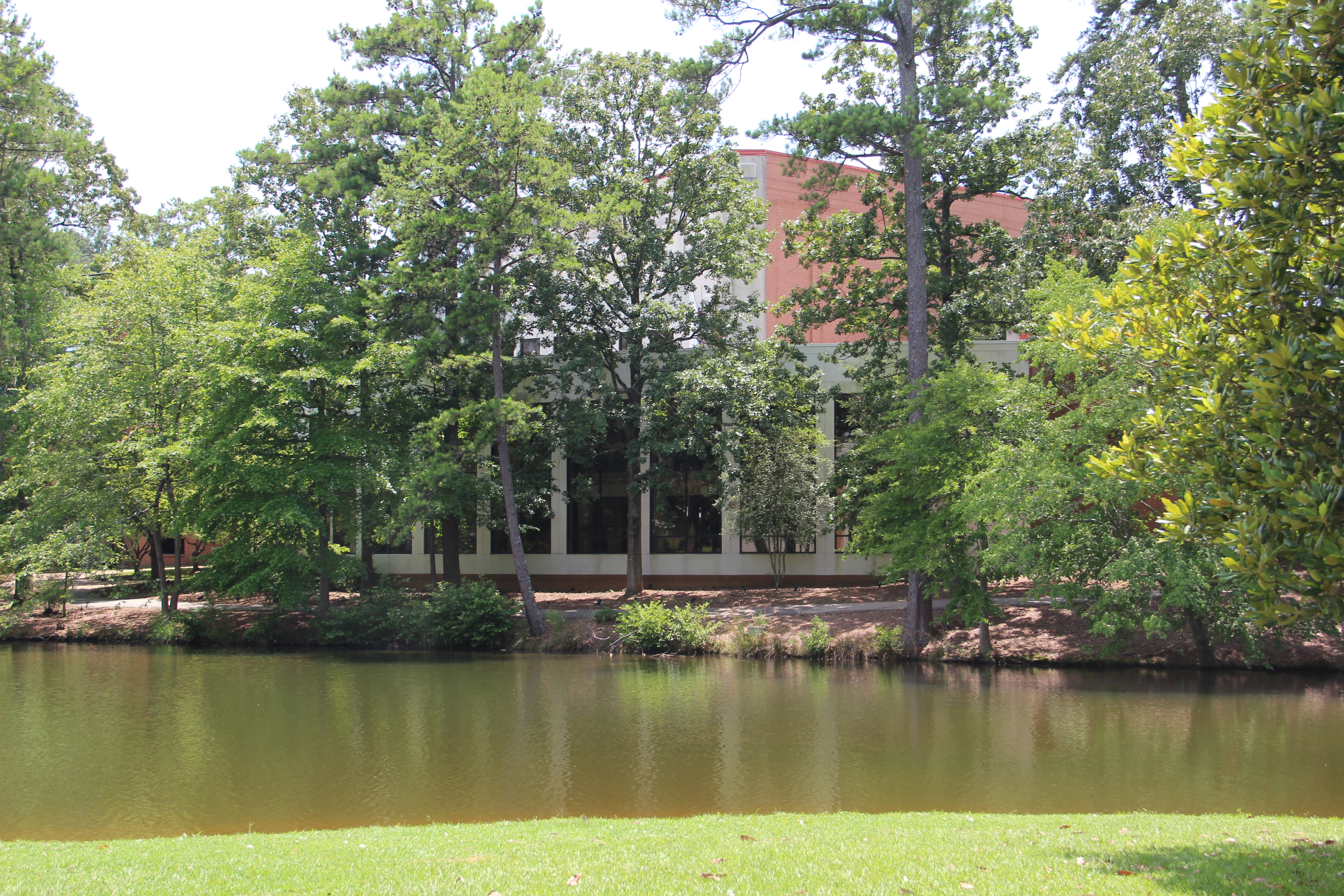
قاعة ستيفي خلف الأشجار

تنقسم جامعة كلايتون الحكومية إلى أربع كليات ومدرسة واحدة:
- كلية الآداب والعلوم
- كلية إدارة الأعمال
- كلية الصحة
- كلية المعلومات والعلوم الرياضية
- كلية الدراسات العليا

اعتمدت كلية الأعمال من قبل جمعية النهوض بكليات إدارة الأعمال؛ واصبحت ضمن أعلى 5 ٪ فقط من جميع كليات إدارة الأعمال في جميع أنحاء العالم حسب تصنيف إيه إيه سي إس بي. يقدم مركز هاري إس دونس للتعليم المستمر، -والذي يطل على بحيرة الحرم الجامعي-، برامج في اللغة والنمو الشخصي والمواضيع الفنية، وهو أيضًا مكان للمؤتمرات والمناسبات الخاصة.
في عام 2004م حصل مجلس حكام جورجيا على الموافقة على تطوير برنامج الماجستير. تقدم جامعة كلايتون الحكومية حاليًا تسعة برامج للحصول على درجة الماجستير و40 تخصصًا في شهادة البكالوريا.
اعتمدت الجامعة من قبل الرابطة الجنوبية للكليات والمدارس.

## التطورات الأخيرة

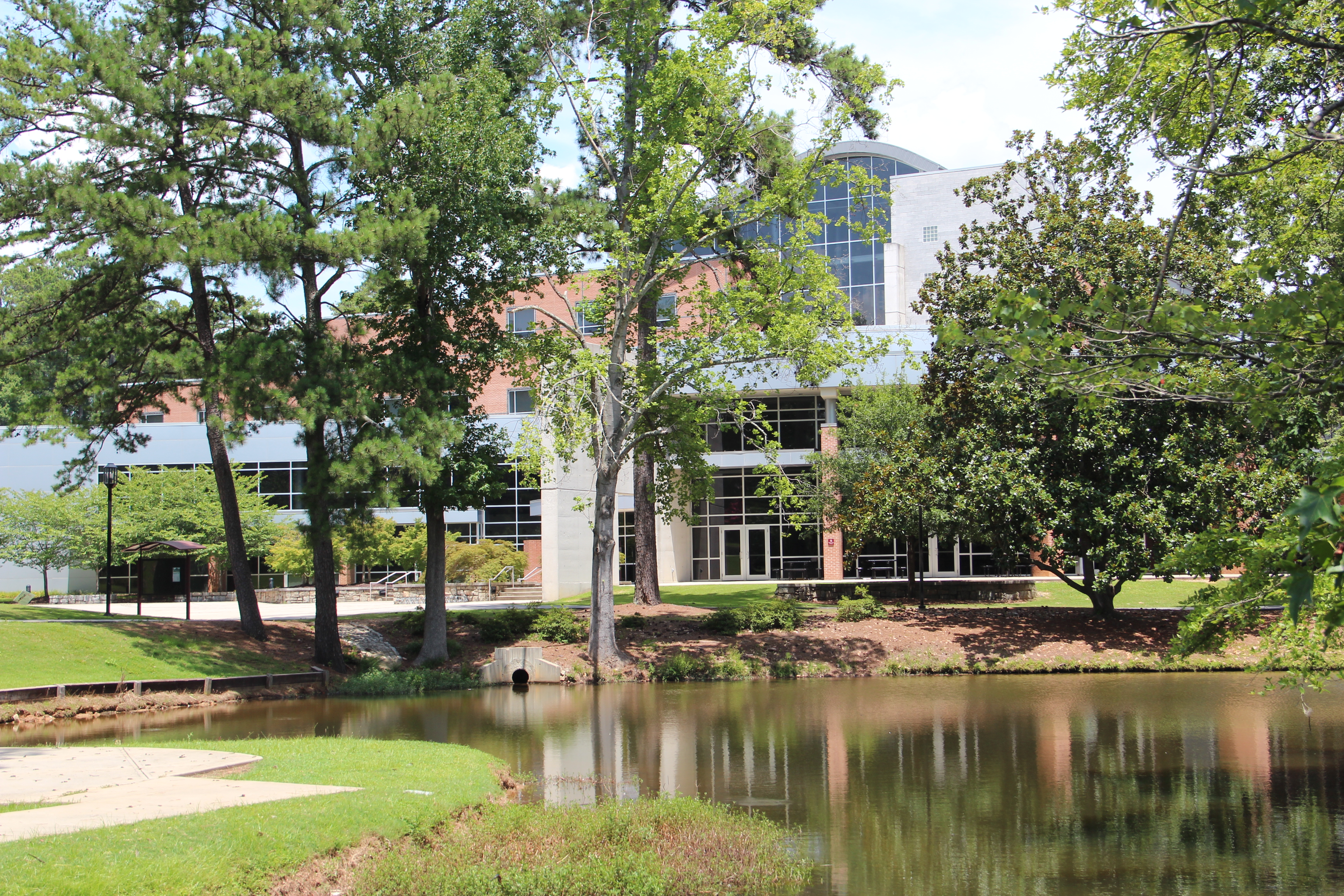
مركز جيمس م. بيكر الجامعي

في عام 2012م احتل الجامعة المرتبة الثالثة بين جامعات الولايات في جورجيا من حيث التأثير الاقتصادي، وذلك حسب تصنيف مركز سيليج للنمو الاقتصادي بجامعة جورجيا.
سميت جامعة كلايتون الحكومية من قبل مؤسسة أربور داي في الولايات المتحدة الأمريكية. لمدة ثلاث سنوات متتالية، 2011 - 2013م اعتُبرت جامعة كلايتون الحكومية من قبل أتلانتا جورنال الدستور واحدة من أفضل 100 مكان عمل في مترو أتلانتا.

## روابط خارجية
- كلايتون الدولة ألعاب القوى الموقع